# Forêt de Saint-Trojan
La forêt domaniale de Saint-Trojan est une forêt littorale qui couvre la majeure partie du sud-ouest de l'île d'Oléron. Vaste pinède composée essentiellement de pins maritimes, elle s’étend sur environ 2 000 hectares. Elle a été artificiellement créée au début du XIXe siècle pour stabiliser la marche des dunes littorales qui envahissaient toute la partie méridionale de l'île.

## Une forêt de l'île d'Oléron
La forêt domaniale de Saint-Trojan est située dans la partie Sud-Ouest de l'île d'Oléron, s'étendant sur trois communes qui, du Nord au Sud, sont Dolus-d'Oléron, Le Grand-Village-Plage et Saint-Trojan-les-Bains.
Elle couvre une superficie totale de 1 867 hectares, représentant le dixième de la surface totale de l'île d'Oléron qui est de 174,39 km2. C'est de loin la plus grande forêt de l'île et aussi la plus vaste forêt de toutes les îles du littoral atlantique de la France.
Elle est bordée à l'Ouest par l'océan Atlantique, au bord duquel se trouvent de grandes plages de sable fin (plage de Vert-Bois au Nord, plage de la Giraudière au centre, et la Grande Plage au Sud). Ces plages font partie de la Côte Sauvage qui baigne tout le rivage occidental de l'île d'Oléron, ce dernier se terminant au Sud par une flèche littorale sableuse, la pointe de Gatseau.
La forêt de Saint-Trojan est délimitée à l'Est par la zone du marais d'Ors, où se trouve le port des Salines, reconstitution d'un port ostréicole et d'un marais salant oléronais. Cette pinède prolonge celle de la forêt de la Coubre, dans la presqu'île d'Arvert, que sépare l'étroit pertuis de Maumusson.
La forêt de Saint-Trojan s'étend dans sa plus grande longueur sur environ huit kilomètres, du village de la Rémigeasse jusqu'à la pointe de Gatseau et, sur sa plus grande largeur, sur trois kilomètres au niveau de la station balnéaire de Saint-Trojan-les-Bains, qui est située face à la vaste embouchure de la Seudre.

## Disparition et renaissance de la forêt de Saint-Trojan
Cette vaste pinède, artificiellement plantée par l’homme au début du XIXe siècle, pendant la Seconde Restauration, succède à une  ancienne forêt qui prolongeait à l’Ouest l’antique forêt de Salix, qui recouvrait toute la presqu'île d'Arvert.
L’ancienne sylve, alors composée essentiellement de pins maritimes et de chênes, fut entièrement défrichée à la fin du Moyen Âge. Dans les vastes clairières gagnées sur la forêt, des villages et des fermes furent établis sur la terre ferme pour les cultures et la vigne ou en bordure de marais, aménagés les uns en prés salés pour l’élevage, les autres pour l’exploitation de salines. La toponymie typique des anciens villages, aujourd’hui tous disparus sous les sables, est particulièrement évocatrice des grands défrichements de l’époque médiévale : le Grand Champs, la Plaine, le Jard, la Prée.
La forêt a totalement disparu à la fin du XVe siècle, en raison des défrichements pratiqués par les moines et les seigneurs laïcs. Dès le XVIe siècle, les dunes de sable qui étaient déjà en formation depuis le VIe siècle, ont été progressivement poussées par les vents dominants vers le Sud-Est et le Sud de l’île.

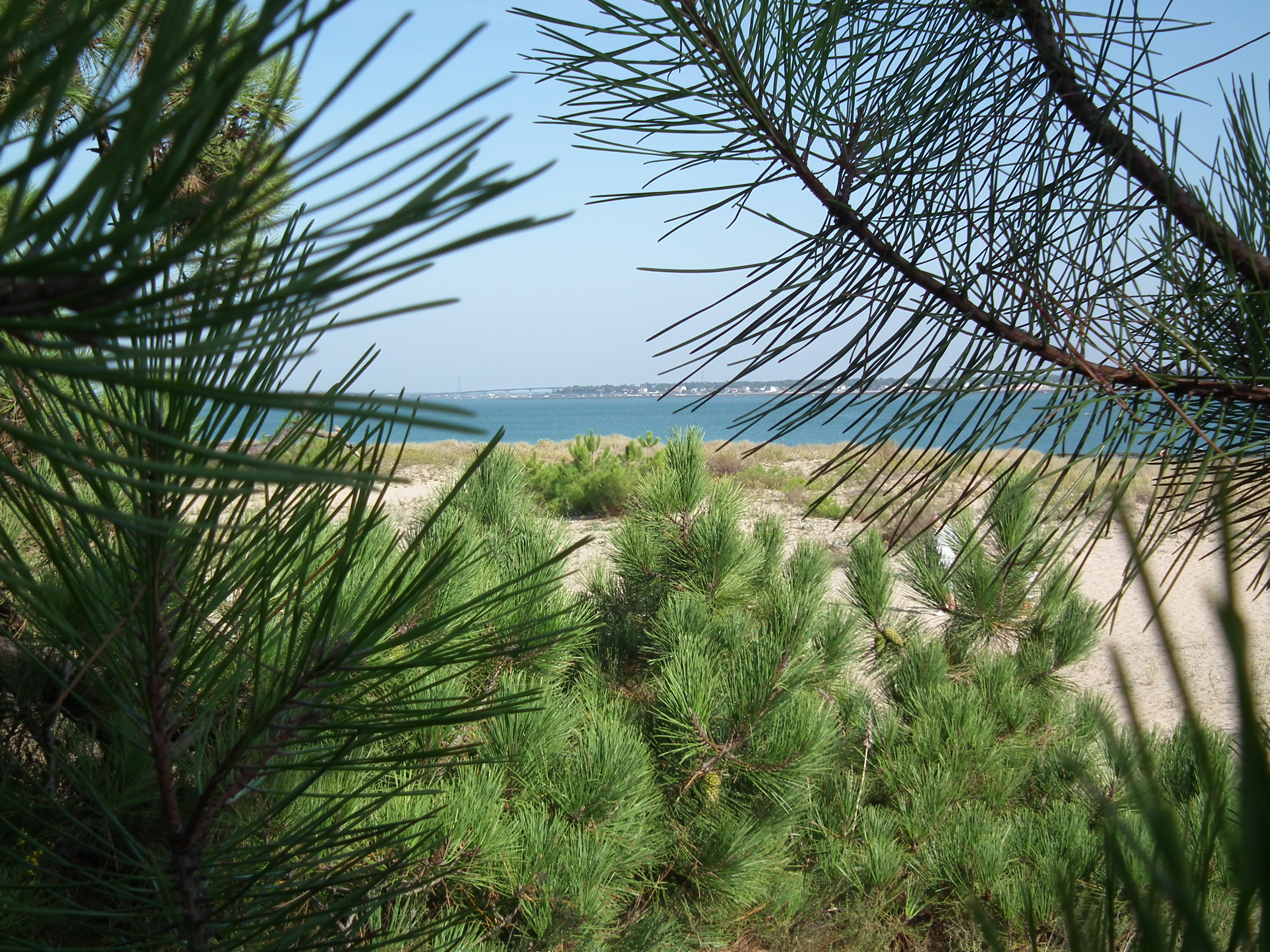
La forêt de Saint-Trojan à la pointe de Gatseau avec au loin le continent

Ces massifs dunaires ont pris une importance considérable, en volume comme en hauteur, au fil des siècles et ont commencé à envahir en premier lieu les marais côtiers du rivage occidental, puis de la côte méridionale. Ensuite, sous l’action conjuguée des flots et du vent, les dunes de sable ont progressivement gagné les terres de l’intérieur de l’île, vers l’Est et le Sud-Est, envahissant inexorablement les champs et les cultures, puis les fermes et les villages. Ces derniers avaient tous disparu les uns après les autres à la fin du XVIIe siècle. L’ancien bourg de Saint-Trojan fut parmi les tout premiers villages à être menacé. Il  commença à être envahi par les sables éoliens à partir du milieu du XVIIe siècle. En 1660, il fut totalement  submergé par les dunes et il ne restait plus que le clocher de l’église, laquelle, entre-temps, avait été démantelée pour être reconstruite dans le bourg actuel de Saint-Trojan. En 1662, le cimetière disparut entièrement sous les dunes mouvantes que rien ne semblait pouvoir arrêter.
Ce phénomène n’était pas isolé, il touchait également la presqu'île d'Arvert, réputée pour ses « dunes qui marchent en Arvert » et où des villages furent enfouis sous les sables, « accréditant les légendes des cités englouties (Anchoine) ».
Dès 1705, l’ingénieur et géographe Claude Masse rapporta dans un de ses nombreux récits sur la région qu’ « il ne restait plus qu’une partie de son bourg et on passe à cheval sur le sommet du clocher de son église ». À la suite de ce rapport alarmant, des ordonnances royales furent prises en 1707, en 1754 et en 1777, pour interdire les coupes de bois dans les forêts royales de l’île tout entière. Ces arbres qui étaient alors des pins maritimes indigènes étaient exploités pour le commerce de la térébenthine, attesté par des documents du XVIIe siècle.
Déjà en 1774, des tentatives eurent lieu pour enrayer l’avancée des dunes de sable par la plantation d’arbrisseaux, notamment de tamaris. Mais elles furent sans effet, au point que les sables menaçaient vers la fin du XVIIIe siècle le tout nouveau bourg de Saint-Trojan  – édifié alors sur la côte Sud-Est de l’île vers le milieu du XVIIIe siècle –, de même que les salines et le village des Bris, situés entre le bourg et la pointe de Gatseau, tout au Sud de l’île.
Sous l'impulsion de l’ingénieur des Ponts et Chaussées Brémontier, on trouva enfin la parade efficace pour lutter efficacement contre l’invasion des sables. Son expérience pilote dans les dunes du département de la Gironde fut appliquée avec succès en Oléron.
Dès 1819, les Ponts et Chaussées entreprirent des travaux de reboisement autour du bourg de Saint-Trojan, afin de fixer les dunes mouvantes. Des semis de pins maritimes, issus d'arbres autochtones, mêlés de graines de Genêt, d’Ajonc et d’Oyat, furent dès lors effectués. De ce fait, la forêt de Saint-Trojan est la plus ancienne forêt domaniale du département de la Charente-Maritime, c’est  « l’aînée des forêts domaniales de la côte ».
Par la suite, dans le courant du XIXe siècle, notamment en 1864, 1876 et 1889, d’autres semis de pins maritimes furent effectués. De même, des Chênes Verts, d’origine méditerranéenne, furent introduits pour participer à la stabilisation des dunes. Dans cette même période, des Aulnes, des Saules, des Ormes ainsi que des Peupliers ont été plantés dans les anciens marais salants qui avaient été envahis inexorablement par les sables.

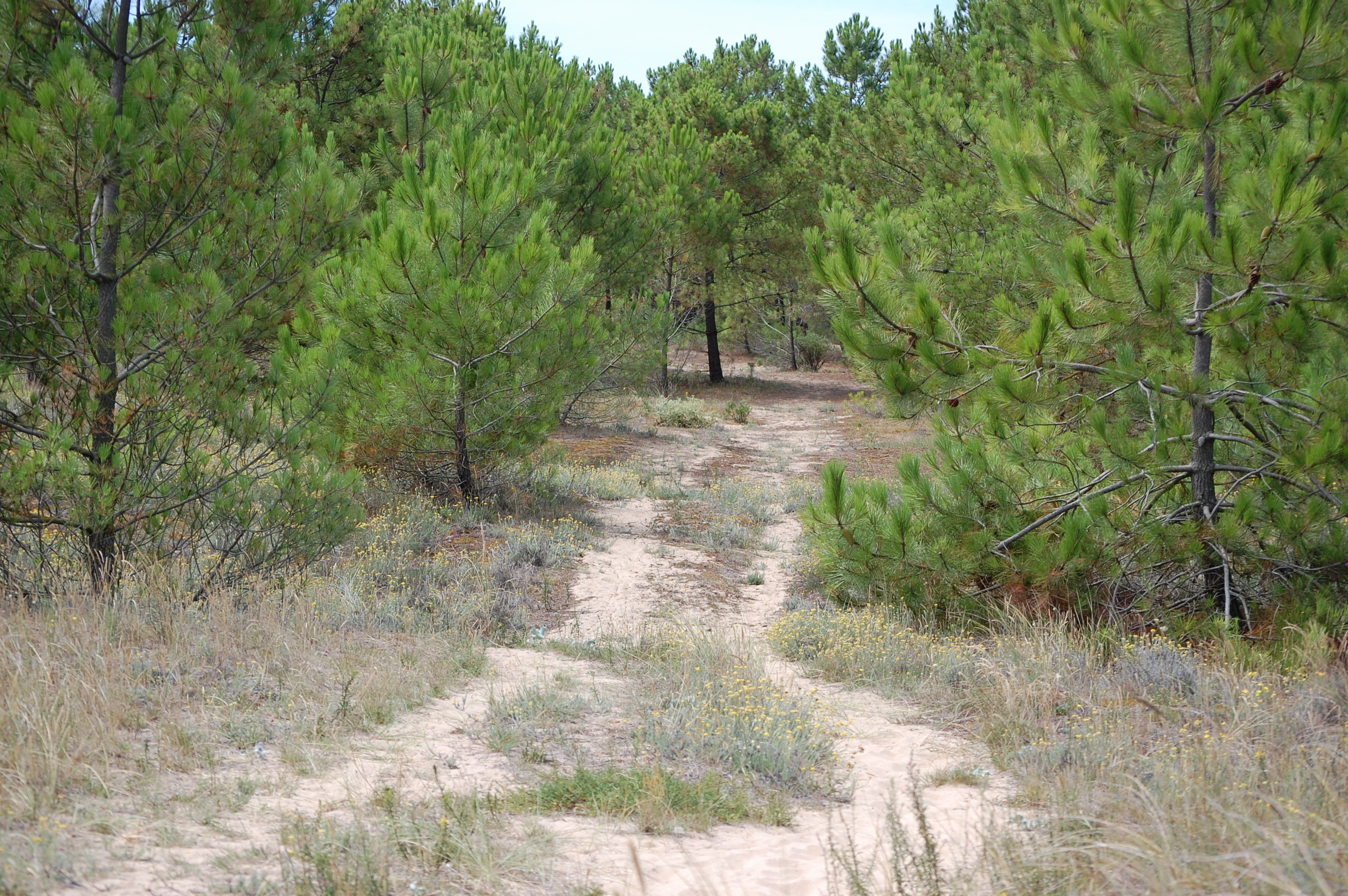
Sentier de promenade à travers la forêt

Pour contrer l’érosion marine de la côte occidentale, en bordure de laquelle se trouve la Forêt de Saint-Trojan, les plantations ont été poursuivies au XXe siècle, notamment en 1923, puis en 1945, où des arbres touchés par des balles de la dernière guerre mondiale durent être systématiquement remplacés. Les dernières plantations connues sont celles qui ont été effectuées en 1969 et en 1970.
En février 1935, une tempête de très forte intensité, particulièrement dévastatrice, avait décimé une partie de la forêt. Cet évènement assez exceptionnel a été consigné dans un rapport par un brigadier de la maison forestière où il note qu'une « tempête d'ouest (cyclone) d'une rare violence a eu lieu dans la nuit du 22 au 23 février faisant des dégâts considérables en forêt de Saint-Trojan ».
Après le passage de l'ouragan Martin dans la nuit du 27 au 28 décembre 1999, La forêt domaniale de Saint-Trojan a connu des destructions particulièrement importantes, où environ 60 % des pins maritimes ont été déracinés, cassés ou étêtés. Les résineux ont payé un très lourd tribut à la tempête car ils offrent une importante prise aux vents violents : « la présence des aiguilles ne leur a pas permis de résister à la violence des éléments naturels ». Dans le même temps, les feuillus présents dans cette forêt ont mieux résisté. Globalement, « l'ouragan a détruit 50 % de la forêt de Saint-Trojan (...). Les vieux pins et les chênes verts ont été les plus touchés. (...). Les arbres les plus jeunes, de 1 à 15 ans, sont restés intacts. D'où, selon l'ONF, la nécessité de toujours avoir une forêt équilibrée en âges ».
Par ailleurs, étant une forêt littorale, la forêt de Saint-Trojan est particulièrement vulnérable face aux assauts de l'océan. Ainsi, le phénomène de l’érosion marine et celui de la formation des dunes d’origine éolienne sont tels que la pointe de Gatseau, située à  l’extrémité méridionale de l'île d'Oléron, s’est avancée de 1 400 mètres dans l’océan depuis 1820 ! Si le trait de côte a continué de changer depuis le XIXe siècle, notamment au Sud de l’île, la plantation de la forêt littorale en a cependant atténué l’ampleur.
L’importance de cette forêt au Sud-Ouest de l'île d'Oléron tient au fait qu’elle contribue au maintien de l’écosystème particulièrement fragile de toute l'île d'Oléron.

## Une  pinède littorale gérée et exploitée

### Une forêt domaniale
Comme toutes les forêts de l'île d'Oléron, la forêt de Saint-Trojan est une forêt domaniale, c’est-à-dire qu’elle appartient à l'État et est gérée directement par l’administration forestière (actuellement l’ONF) depuis le début du XIXe siècle.

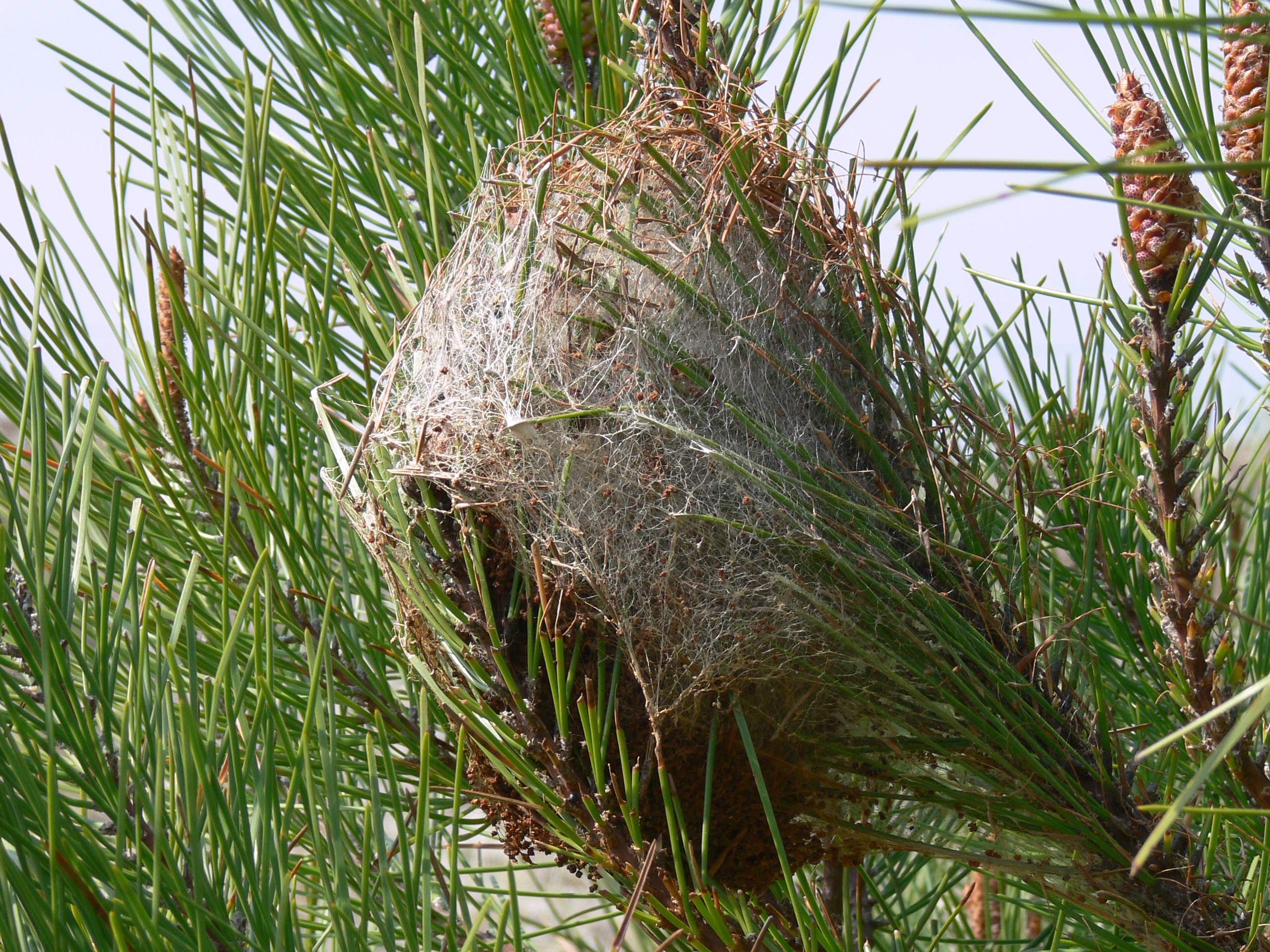
Nid de chenilles processionnaires, demeure un important parasite du pin

Les plantations de la forêt littorale ont été réalisées par  étapes successives depuis 1819, afin de stopper définitivement l’avancée des sables d’origine éolienne, et surtout en vue de protéger le bourg de Saint-Trojan et les villages environnants (les Bris, le Grand-Village, le Petit Village).
La forêt de Saint-Trojan est avant tout une pinède, comme la forêt de la Coubre ou le massif boisé de la Double saintongeaise. Les pins maritimes (pinus pinaster) ont été  plantés en très grand nombre, ils représentent aujourd’hui les 9/10 de la forêt domaniale. L’inconvénient majeur du pin maritime est qu’il accumule, sous son couvert, un tapis d’aiguilles qui, en se décomposant lentement, acidifie le sol, ce qui a pour conséquence que la flore des sous-bois est souvent pauvre. Malheureusement trop gourmand en calcaire et attaqué par des parasites comme la chenille processionnaire, le pin maritime dépérit actuellement et la forêt dunaire doit être reconstituée avec d’autres essences mélangées (pins parasols et  pins d’Alep notamment). Depuis leur introduction dès la fin du XIXe siècle, ces nouvelles plantations lui donnent un aspect de forêt landaise. Des chênes verts, d’origine méditerranéenne (Quercus ilex), ont également été introduits à leurs côtés. S’ils se caractérisent par une excellente résistance aux vents et aux embruns, ils ont aussi la particularité de mieux résister que le pin maritime aux incendies.
Le choix de ces deux espèces d’arbres (pin maritime et chêne vert) n’est pas anodin. Elles ont été choisies en raison de leur puissant système radiculaire qui permet de stabiliser le massif dunaire dont les altitudes atteignent plus de 34 mètres près de la station balnéaire de Saint-Trojan-les-Bains, ou encore 20 mètres en bordure de l’océan, près de la pointe de Gatseau.
Dès le début du XIXe siècle, des Aulnes, des Saules, ainsi que des Peupliers ont été plantés dans les fonds humides, correspondant aux anciennes salines gagnées par les dunes. Les Aulnes ont été introduits essentiellement pour améliorer la  qualité de l’humus et également parce qu’ils affectionnent les milieux aquatiques. Il en est de même pour les Peupliers, ces derniers étant introduits davantage dans la perspective de leur exploitation.

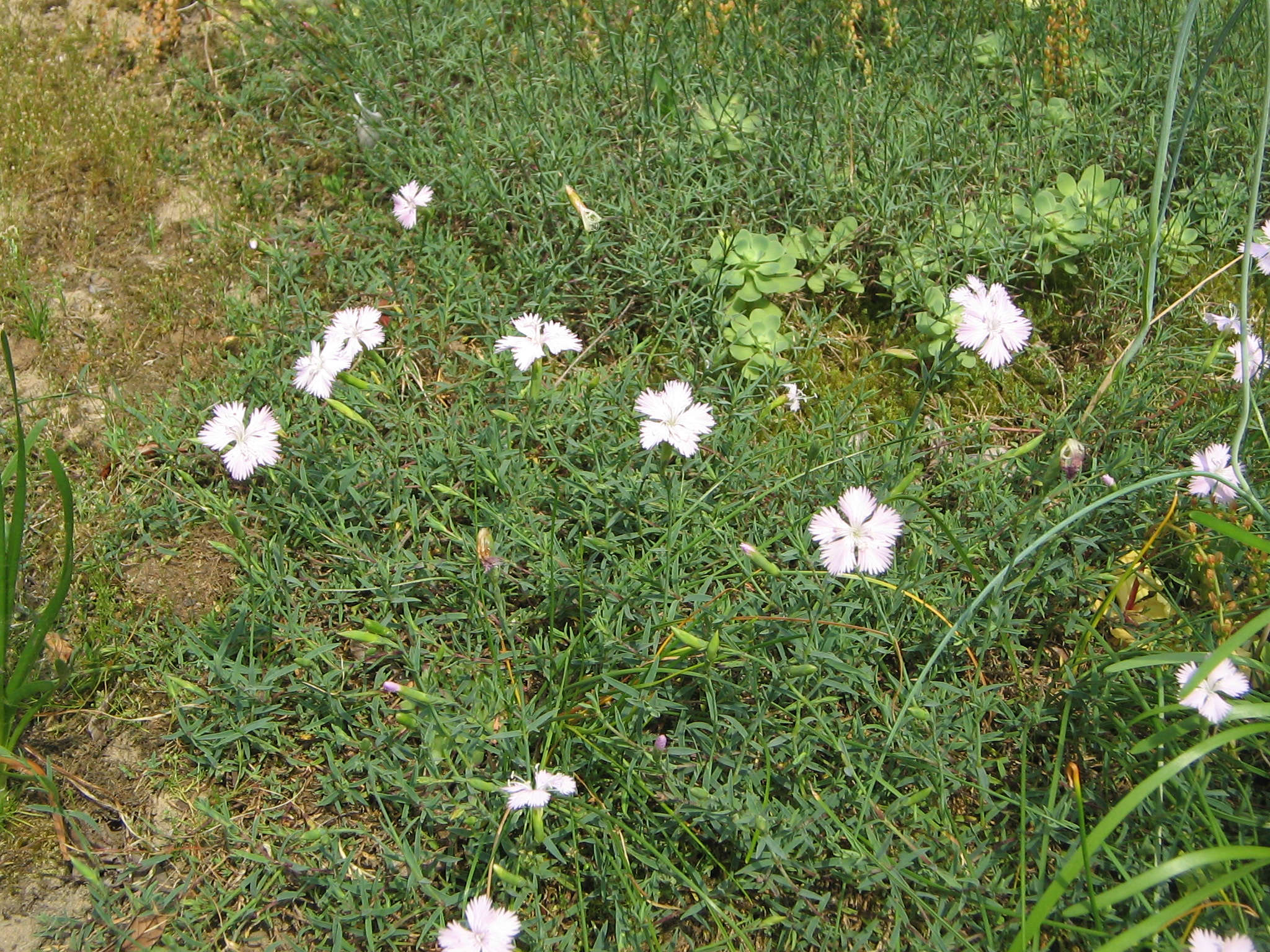
L'œillet des dunes (Dianthus gallicus) s'épanouit dans les sous-bois

La flore de cette forêt littorale, en raison de la nature particulière des sols et du climat de type aquitain, présente des espèces indigènes rares et menacées, comme la Petite Bourrache du littoral, et des espèces plus communes mais tout autant fragiles, comme la Linaire des sables, la Linaire à feuilles de thym, le Lis de mer ou encore l’Œillet des dunes.
L’ONF a mis en place des aménagements visant à mettre en valeur la forêt dunaire de Saint-Trojan et à sensibiliser le public à la  fragilité de l’écosystème de cette pinède insulaire. Outre des parcs de stationnement et des aires de pique-nique mis en place, des sentiers de petite et de moyenne randonnée ainsi que des pistes cyclables ont été balisés. Des panneaux d’informations et des promenades commentées complètent ces équipements de loisirs.
Depuis le redoutable incendie qui a ravagé 1 000 hectares de la forêt de la Coubre, pendant l’été 1976, des aménagements anti-incendie ont été placés dans la forêt domaniale de Saint-Trojan, notamment la construction de pylônes d’observation, le percement de pare-feu permettant de servir de voies de circulation pour les véhicules d'incendie et la constitution de réserves d’eau pour prévenir les feux.

### Une forêt exploitée
Grâce à sa croissance rapide, le pin maritime a toujours constitué une espèce recherchée par l’industrie de transformation du bois. Tout d’abord, il fut sollicité pour la production de résine. Le gemmage des pins maritimes a perduré jusqu’en 1971 dans l'île d'Oléron, mais la production locale n’a jamais été transformée sur place, étant expédiée directement vers le département des Landes. Aujourd’hui, les pins maritimes ont une tout autre orientation. Ils sont utilisés pour la fabrication de pâte à papier ou destinés au sciage et à la fabrication de pieux de bouchots.
Quant aux autres essences présentes dans cette forêt, elles font l'objet d'utilisations qui intéressent les industries locales. Le chêne vert en particulier est exploité exclusivement pour le bois de chauffage, tandis que les peupliers servent à la fabrication de caisses pour huîtres, champignons, etc. et alimentent quelques petites usines locales.